# Gold Digger EP
Gold Digger EP är uppföljaren till Safemodes debutalbum For a Better Tomorrow, utgivet i oktober 2013. EP:n är producerat av Dino Medanhodzic och spelades in i Stockholm. 

## Låtlista
1. "Last Push" – 3:47
2. "Another Day Will Haunt You" – 3:56
3. "Gold Digger: Sam" – 4:53
4. "Pursuit Of Fame" – 1:57